# Eubazus lapponicus
Eubazus lapponicus är en stekelart som först beskrevs av Thomson 1892.  Eubazus lapponicus ingår i släktet Eubazus och familjen bracksteklar. Arten är reproducerande i Sverige. Inga underarter finns listade i Catalogue of Life.